# Сулетт, Седрик
Седрик Сулетт (фр. Cédric Soulette, родился 30 мая 1972 года в Безье) — французский регбист, выступавший на позиции пропа.

## Биография
Выступал за регбийные клубы «Безье Эро», «Тулуза» и «Клермон Овернь», в составе «Тулузы» в сезоне 2000/2001 выиграл чемпионат Франции, а в сезоне 2002/2003 — Кубок Хейнекен. Был включён в резерв команды на финал против «Перпиньян», прошедший 24 мая 2003 года, и вышел на 74-й минуте вместо Жана-Батиста Пу («Тулуза» победила 22:17). Очков за «Тулузу» и «Клермон Овернь» не набирал, отметился за карьеру в этих клубах четырьмя предупреждениями. В сезоне 2003/2004 доходил до финала Европейского кубка вызова с «Клермоном».
В составе сборной Франции провёл 13 игр, набрал 10 очков благодаря двум попыткам. Дебютировал 22 октября 1997 года в Лурде матчем против Румынии. Последнюю игру провёл 6 ноября 1999 года — финал чемпионата мира в Кардиффе против Австралии (французы проиграли 12:35). С 1996 по 2000 годы играл за клб) «Барбарианс Франсез». Одним из важных для него матчей стал матч 7 ноября 2000 года против Новой Зеландии в Лансе, когда «варвары» вырвали победу 23:21.
После завершения карьеры открыл компанию Stan Art, начав продавать различные изделия и игрушки из дерева и металла. В 2000 году Сулетт побывал в Нью-Йорке и посетил выставку «Коровий парад» (англ. Cow Parade), позже организовав аналогичную ежегодную выставку и в Тулузе.

## Достижения

### Клубные
- Чемпион Франции: 2000/2001
- Обладатель Кубка Хейнекен: 2002/2003

### В сборной
- Серебряный призёр чемпионата мира: 1999
- Победитель Кубка пяти наций: 1998 (в т.ч. Большой шлем)